# آلفرد آلبینی
آلفرد آلبینی (مجاری: Albini Alfred; ۱۵ ژوئیهٔ ۱۸۹۶ – ۴ نوامبر ۱۹۷۸) معمار اهل اتریش-مجارستان بود.